# Ponte de Kazungula
A Ponte de Kazungula é uma ponte rodoviária e ferroviária sobre o rio Zambeze, ligando a Zâmbia e o Botsuana em Kazungula. A sua abertura foi prevista para 2020 mas foi inaugurada em 10 de maio de 2021.
Em agosto de 2007, os governos da Zâmbia e do Botsuana anunciaram um acordo para a construção de uma ponte para substituir o ferry existente.
A construção, projeto de 259,3 milhões de dólares, inclui instalações fronteiriças internacionais na Zâmbia e no Botsuana, e teve início oficialmente em 12 de outubro de 2014. Deverá estar concluída em 2020.  A ponte é financiada pela Agência de Cooperação Internacional do Japão e pelo Banco Africano de Desenvolvimento.
A ponte tem 923 metros de comprimento (3.028 pés) por 18,5 metros de largura, tem uma extensão mais longa de 129 metros e liga a cidade de Kazungula, na Zâmbia, com o Botsuana,. É curvada para evitar as fronteiras próximas do Zimbabué e da Namíbia. A ponte contará com uma via férrea de linha única entre duas faixas de rodagem e pavimentos para peões.
A ponte será ligada ao caminho de ferro Mosetse-Kazungula.

## Ligações externas

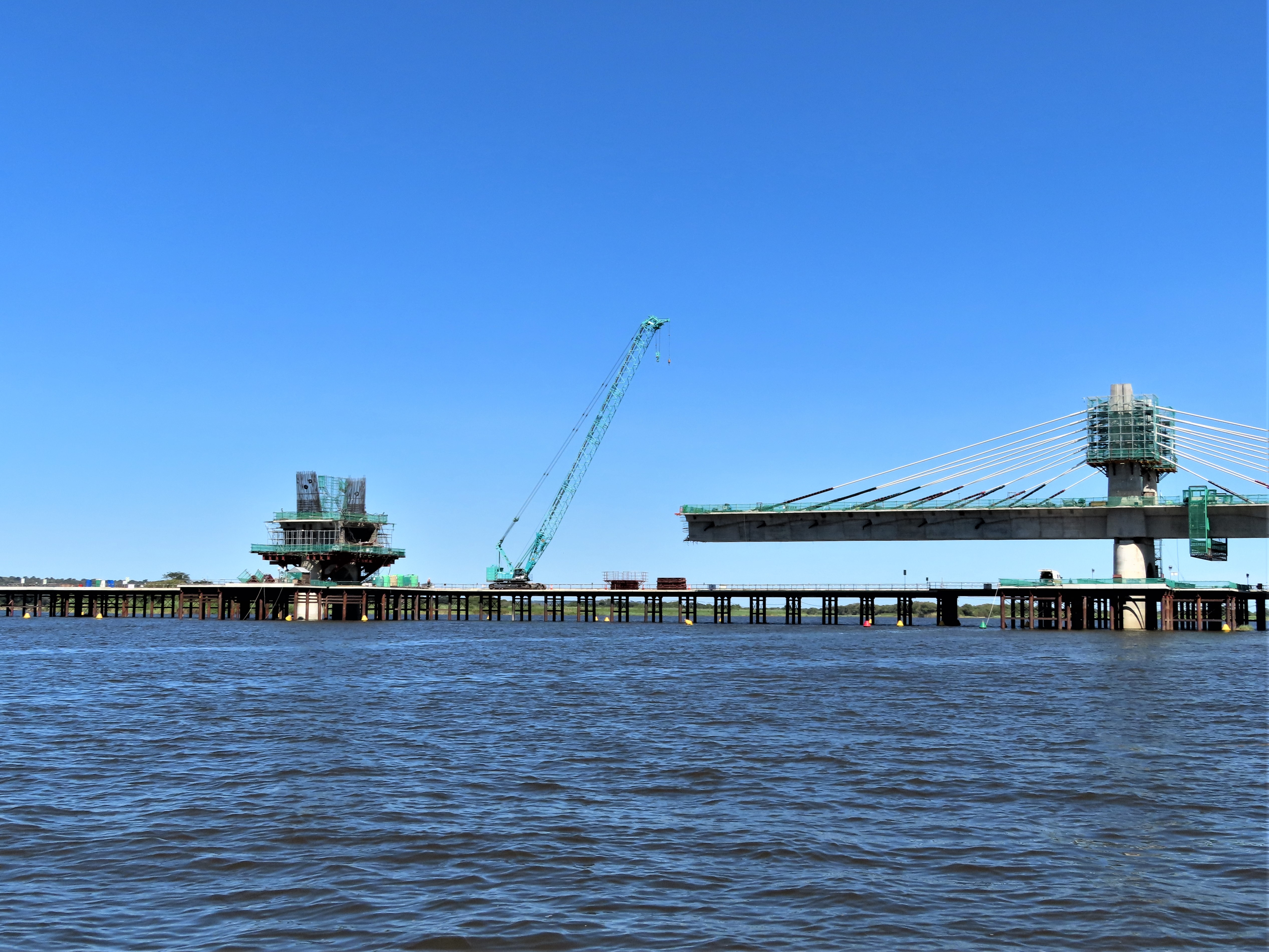
A pontee m construção, março de 2019